# Eupanacra micholitzi
Eupanacra micholitzi är en fjärilsart som beskrevs av Rothschild och Jordan 1893. Eupanacra micholitzi ingår i släktet Eupanacra och familjen svärmare. Inga underarter finns listade i Catalogue of Life.